# Anne-Élodie Sorlin
Anne-Élodie Sorlin est une comédienne et performeuse française née le 5 juillet 1975.

## Biographie
Anna Élodie Sorlin étudie le droit pour devenir expert d’art, avant de se diriger vers le théâtre. Elle se forme au conservatoire du IXe arrondissement de Paris puis à l’école du Studio Théâtre d’Asnières.
Elle obtient son premier rôle à 19 ans dans Don Juan de Henry de Montherlant, mis en scène par Jean-Luc Tardieu aux côtés de Georges Wilson.
Elle travaille avec Joséphine de Meaux au sein de la Compagnie des Petits Pieds dans diverses créations sur tréteaux comme Le Roi Cerf de Carlo Gozzi, Médée d’Euripide, L’Équilibre de la Croix de Valère Novarina.
Elle participe à la création des Chiens de Navarre en 2005, elle est co-autrice et comédienne au sein du collectif dirigé par Jean-Christophe Meurisse pendant quinze ans. 
Elle quitte la compagnie en 2020 et collabore avec Jean-Luc Vincent à la création de Détruire d’après Marguerite Duras, puis elle reforme un collectif en compagnie de Thomas Scimeca et Maxence Tual et créent leur premier spectacle Jamais labour n’est trop profond.
En 2016, elle joue au Théâtre du Rond-Point dans Fumiers mis en scène par Thomas Blanchard. Elle rejoint en 2018 la Compagnie des Lucioles pour la reprise de La Cuisine d’Elvis de Lee Hall par Pierre Maillet, puis enchaine l'année suivante dans Palace mis en scène par Jean-Michel Ribes.

## Spectacles
- 1997 : Don Juan de Henry de Montherlant, mise en scène Jean-Luc Tardieu

- 2000 : L'Assemblée des femmes d'après Aristophane, mise en scène Patrick Simon
- 2002 : L'Homme en question de Félicien Marceau, mise en scène Jean-Luc Tardieu
- 2004 : La Quatrième Sœur de Janusz Glowacki, mise en scène Camille Chamoux
- 2006 : Chiens de Navarre #02
- 2010 : Une raclette par Les Chiens de Navarre[9]
- 2010 : L'autruche peut mourir d'une crise cardiaque en entendant le bruit d'une tondeuse à gazon qui se met en marche par Les Chiens de Navarre
- 2010 : Pousse ton coude dans l'axe par Les Chiens de Navarre
- 2011 : Nous avons les machines par Les Chiens de Navarre
- 2013 : Les danseurs ont apprécié la qualité du parquet par Les Chiens de Navarre
- 2013 : Quand je pense qu'on va vieillir ensemble par Les Chiens de Navarre
- 2013 : Le Voyager Record d'après Edward Bond, conception Daniela Labbé Cabrera
- 2014 : Regarde le lustre et articule par Les Chiens de Navarre
- 2015 : Les Armoires normandes par Les Chiens de Navarre
- 2016 : Fumiers par Thomas Blanchard
- 2016 : La Cuisine d'Elvis de Lee Hall, mise en scène Pierre Maillet
- 2016 : Jean Moulin, évangile de Jean-Marie Besset, mise en scène Régis de Martrin-Donos
- 2017 : D'une mémoire à l'autre, mise en scène Daniela Labbé Cabrera
- 2017 : Détruire d'après Marguerite Duras, mise en scène Jean-Luc Vincent
- 2018 : Au-delà de la forêt, le monde d’Inês Barahona, mise en scène Miguel Fragata
- 2019 : Palace d'après Jean-Michel Ribes, mise en scène Jean-Michel Ribes
- 2020 : La peste c'est Camus, mais la grippe est-ce Pagnol ? par Les Chiens de Navarre
- 2020 : Jamais labour n'est trop profond par Le Labour, conception et mise en scène de Thomas Scimeca, Anne-Elodie Sorlin, Maxence Tual, Nanterre Amandiers
- 2021 : On ne paie pas ! On ne paie pas !  d'après Dario Fo, mise en scène Bernard Lévy
- 2022 : Dialaw Project de Hamidou Anne et Ian de Toffoli, mise en scène Mikaël Serre
- 2023 : Il faudra que tu m'aimes le jour où j'aimerai pour la première fois sans toi par Alexandra Cismondi
- 2023 : Cœur poumon de Daniela Labbé Cabrera, mise en scène Daniela Labbé Cabrera
- 2024 : L'avare de Molière, mise en scène de Clément Poirée

## Filmographie
- 2004 : Et si je parle de Sébastien Gabriel
- 2004 : L'homme en question de Laurent Preyale
- 2010 : Le miraculé de Saint-Sauveur de Caroline Hong Chu
- 2012 : Catilina ou Le venin de l'amour de Orest Romero
- 2013 : Le Temps de l'aventure de Jérôme Bonnell
- 2013 : Il est des nôtres de Jean-Christophe Meurisse
- 2014 : Des anges sur une tête d'épingle de Sorel França
- 2018 : Joie de Xavier Deranlot
- 2019 : Ça repart ! de Jean-Michel Ribes
- 2019 : Les Petits Flocons de Joséphine de Meaux
- 2021 : Le Medium de Manu Laskar
- 2022 : Fifi de Jeanne Aslan et Paul Saintillan

## Doublage
- 2002 : Max : Liselore von Peltz (Leelee Sobieski)